# Dirty Harry (jeu vidéo)
Pour les articles homonymes, voir Dirty Harry.
Dirty Harry (Dirty Harry: The War Against Drugs en version américaine) est un jeu vidéo tiré de la franchise de films L'Inspecteur Harry, ayant pour interprète principal Clint Eastwood. Le jeu fut développé et édité par Mindscape sur Nintendo Entertainment System en 1990.

## Système de jeu
Le jeu, à déroulement horizontal (side-scroller), ne suit pas de scénario particulier, hormis le principe de la guerre contre la drogue (cf le nom américain du jeu War Against Drugs).
Dans ce jeu, l'inspecteur Harry Callahan est un personnage avec une veste bleue et un .44 magnum.